# Руфрий Полион
Руфрий Полион (на латински: Rufrius Pollio) е преториански префект по времето на император Клавдий
Става командир на преторианската гвардия между 41 и 43 г. след Марк Арецин Клемент (38 – 41 г. при Калигула). Колега му e Кантоний Юст. Сменен е от Руфрий Криспин (от 43 до 51).